# Iglesia de Santa Lucía (Azara)
La iglesia de Santa Lucía en Azara (Provincia de Huesca, España) consta de cabecera poligonal, dotado de dos capillas laterales y de sacristía adosada en su paño noreste, nave única de dos tramos, capilla lateral abierta en el lado derecho a la altura del primer tramo, y coro bajo a los pies. Posee una torre campanario exenta. El templo presenta la siguiente cubrición; en cabecera y tramos de la nave se cubre con bóveda de crucería estrellada, mientras la sacristía lo hace con bóveda nervada, el coro con bóveda elíptica sobre pechinas y la capilla lateral con bóveda de arista dotada de linterna. 
Al exterior destacan los grandes contrafuertes, refuerzo de la fábrica de sillería, la galería superior de arquillos de medio punto de ladrillo y la portada y pórtico de acceso. 
La portada, en el muro noreste, abre en arco de medio punto, decorado con rosetones, angelotes y los bustos de San Pedro y San Pablo (estos últimos en las enjutas), flanqueado por sendas columnas corintias sobre plinto y ornamentadas con bajorrelieves de motivos vegetales, sobre las que apea el arquitrabe y el friso de angelotes que sostienen una cartela que lleva inscrita la fecha de ejecución de la portada (1576). Sobre la portada se dispuso un gran medallón con el busto del Padre Eterno. Queda protegida por un pórtico poco profundo abierto en arco de medio punto y rematado por una cornisa de ladrillo a sierra sobre una estrecha fila de tacos. 
La torre, exenta y a varios metros del templo, presenta planta cuadrada y tres cuerpos de sillería separados por sencillas impostas. Los paramentos del cuerpo inferior se hallan totalmente lisos, mientras en el segundo se abren, en cada uno de sus lados, arcos de medio punto para alojar las campanas. El cuerpo superior, ochavado mediante pilastras adosadas, presenta vanos en arco rebajado (actualmente cegados) y cuatro pináculos con remate esférico en cada una de sus esquinas. 